# Marcel Sieberg
Marcel Sieberg, né le 30 avril 1982 à Castrop-Rauxel, est un coureur cycliste allemand professionnel de 2005 à 2021.

## Biographie
Sieberg commence sa carrière en 2005 dans l'équipe continentale allemande Lamonta. Il y réussit dès sa première saison de très nombreuses places d'honneur sur les courses belges, allemandes et néerlandaises grâce à une bonne endurance et une très bonne pointe de vitesse. Dès le début de saison, il remporte sa première victoire au niveau professionnel, le Tour de Drenthe. Plus tard, il termine notamment deuxième du Tour de Bochum et du Circuit du Houtland, et quatrième du Tour de Rijke et du Delta Profronde. Ces résultats remarquables lui permettent d'être engagé par l'équipe Wiesenhof-Akud en 2006, avec laquelle il confirme ses remarquables facultés pour les courses d'un jour. Sieberg remporte notamment cette année-là sa deuxième course d'un jour, le Grand Prix Jef Scherens, et termine troisième du Tour de Münster. 
Il continue alors sa progression en rejoignant l'équipe ProTour Milram en 2007. Dès le début de saison, il termine quatrième du Trofeo Cala Millor, puis surtout deuxième de la semi-classique belge Kuurne-Bruxelles-Kuurne, devancé au sprint par Tom Boonen. Il participe cette année-là à son premier Tour de France. En 2008, Sieberg change à nouveau d'équipe, pour la quatrième fois consécutive, et rejoint l'équipe High Road. Plus souvent équipier, il y réalise moins de belles performances. Il obtient néanmoins une deuxième place au Profronde van Friesland derrière Gert Steegmans au sprint en 2008, puis la troisième place du Trofeo Calvia en 2009, à nouveau au sprint. 
Il signe pour la saison 2011 dans l'équipe belge Omega Pharma-Lotto.
Sieberg abandonne le Tour de France 2013 durant la 19e étape à la suite d'une chute dans la descente du col de la Madeleine dont il se relève avec une fracture de la clavicule gauche. Sieberg subit une opération à son épaule le lendemain.
À la fin de la saison 2014, le contrat qui le lie à son employeur est prolongé pour l'année suivante.
En 2015 Marcel Sieberg est sélectionné pour la course en ligne des championnats du monde de Richmond. Les chefs de file allemands sont John Degenkolb et son coéquipier André Greipel.
En 2016, il remporte pour la quatrième fois le Tour de Bochum et prend la septième place de Paris-Roubaix. En fin de saison, il se fracture une clavicule en tombant lors de l'Eneco Tour. En début d'année 2017, il est malade et dispute sa première compétition en mars, à l'occasion d'À travers la Flandre-Occidentale-Johan Museeuw Classique.
Sieberg arrête sa carrière professionnelle en fin d'année 2021.

## Palmarès et résultats

### Palmarès amateur
| - 1998 - Champion d'Allemagne sur route cadets - 2e étape du Critérium Européen des Jeunes - 1999 - 2e du Tour de Basse-Saxe juniors - 2000 - Champion d'Allemagne sur route juniors - Trois Jours d'Axel - Trofeo Karlsberg : - Classement général - 4e étape - 2ea (contre-la-montre) et 2eb étapes du Tour de Basse-Saxe juniors - Giro di Basilicata - 2e de la Coupe du monde UCI Juniors - 7e du championnat du monde sur route juniors | - 2001 - 1re et 4e étapes du Tour de Berlin - 6e du championnat d'Europe sur route espoirs - 2002 - 5e étape du Tour de Berlin - 2003 - 3e étape du Tour de Berlin - 2004 - 3e étape du Tour de la mer de Chine méridionale - 2e de l'Erzgebirgsrundfahrt |  |

### Palmarès professionnel
| - 2005 - Tour de Drenthe - 2e du Circuit du Houtland - 2e du Tour de Bochum - 2006 - Grand Prix Jef Scherens - 3e du Tour de Münster - 2007 - 2e de Kuurne-Bruxelles-Kuurne - 2e du Grand Prix de Buchholz - 3e du Tour de Bochum | - 2008 - 2e de la Batavus Prorace - 3e du Tour de Bochum - 2009 - 3e du Trofeo Calvia - 3e du championnat d'Allemagne sur route - 2016 - 3e du Grand Prix de la ville de Zottegem - 7e de Paris-Roubaix |  |

### Résultats sur les grands tours

#### Tour de France
9 participations
- 2007 : 120e
- 2011 : 141e
- 2012 : 132e
- 2013 : abandon (19e étape)
- 2014 : 145e
- 2015 : 150e
- 2016 : 169e
- 2017 : non-partant (17e étape)
- 2018 : abandon (12e étape)

#### Tour d'Italie
1 participation
- 2010 : abandon (19e étape)

#### Tour d'Espagne
1 participation
- 2009 : 122e

### Classements mondiaux
| Année                                 | 2005 | 2006 | 2007 | 2008 | 2009 | 2010 | 2011 | 2012 | 2013 | 2014 | 2015 | 2016 | 2017  | 2018 | 2019  |
| ------------------------------------- | ---- | ---- | ---- | ---- | ---- | ---- | ---- | ---- | ---- | ---- | ---- | ---- | ----- | ---- | ----- |
| UCI ProTour                           | nc   | nc   | 130e | nc   |      |      |      |      |      |      |      |      |       |      |       |
| Calendrier mondial                    |      |      |      |      | 221e | nc   |      |      |      |      |      |      |       |      |       |
| UCI World Tour                        |      |      |      |      |      |      | 210e | nc   | nc   | nc   | nc   | 111e | 327e  | 303e |       |
| Classement mondial                    |      |      |      |      |      |      |      |      |      |      |      | 288e | 1160e | 922e | 3045e |
| UCI Europe Tour                       | 18e  | 34e  |      |      |      |      |      |      |      |      |      | 531e | 1110e | 784e | 1874e |
| UCI Asia Tour                         | nc   | 226e |      |      |      |      |      |      |      |      |      | nc   | nc    | nc   |       |
|                                       |      |      |      |      |      |      |      |      |      |      |      |      |       |      |       |
| Légende : nc = non classéSource : UCI |      |      |      |      |      |      |      |      |      |      |      |      |       |      |       |